# Stirnlage
Die Stirnlage ist eine geburtshilfliche Haltungsanomalie des Kindes im Mutterleib. Die physiologische Beugung des kindlichen Kopfes ist ausgeblieben und ist in eine Streckung übergangen, die Stirn hat die Führung übernommen. Man spricht auch von einer Streck- oder Deflexionshaltung. Weil eine maximale Streckung zur Gesichtslage ausgeblieben ist, sprechen einigen Autoren auch von einer unvollkommenen Gesichtlage. Die Stirnlage stellt die ungünstigste der Deflexionslagen dar, da hier mit 37–39 cm der geburtshilflich größte Kopfumfang wirksam wird. Hat die Stirn schon im Beckeneingang die Führung übernommen, liegt, nach exakter Definition, eine Einstellungsanomalie vor, man spricht von einer Stirneinstellung.

## Häufigkeit
Die Häufigkeit der Stirnlage wird mit 1:2000 bis 3000 Geburten angegeben.

## Ursache
Kindliche Ursachen können eine ungünstige Kopfform (Langkopf) oder kindliche Missbildungen (z. B. Anenzephalie) sein.
Die Behinderung der Streckung in eine geburtshilflich günstigere Gesichtslage kann z. B. durch eine ausgeprägte Geburtsgeschwulst, das Hängenbleiben des Hinterhauptes am Promontorium oder durch eine Nabelschnurumschlingung verursacht sein.

## Diagnostik
Bei der äußeren Untersuchung fällt beim zweiten Leopold-Handgriff eine b-Stellung des kindlichen Rückens auf (Rücken ist hinten links oder rechts, statt vorne links oder rechts). Beim dritten und vierten Leopold-Handgriff ist das Hinterhaupt seitlich zu tasten.
Bei der inneren Untersuchung fällt ein unregelmäßiger, vergleichsweise „eckiger“ vorangehender Teil auf. Tastbar ist die Nasenwurzel, die Augenbrauen und eventuell der Mund. Ist die Nasenwurzel nicht erreichbar und der Kopf definitiv gestreckt, liegt eine Vorderhauptslage vor. Ist das Kinn tastbar handelt es sich um eine Gesichtslage. Die innere Untersuchung sollte bei Verdacht auf eine Haltungsanomalie sehr vorsichtig und schonend durchgeführt werden, es besteht die Gefahr von Augen- und Augenhöhlenverletzungen beim Kind.

## Geburtsverlauf
Der Kopf hat sich bei der Stirnlage meist bereits im Beckeneingang mit einer Streckung eingestellt. Er kann sich im Verlaufe der Geburt noch als Gesichtlage einstellen. Bei der vaginalen Untersuchung entspricht, entsprechend der Pfeilnaht bei der vorderen Hinterhauptslage, die Stirnnaht (verläuft von der großen Fontanelle  in Richtung Nase) als Orientierung. Diese Stirnnaht verläuft im entgegengesetzten schrägen Durchmesser, da das Kind eine dorsoposteriore Stellung einzunehmen versucht. Auf dem Beckenboden stellt sich die Stirn in einen annähernd schrägen Durchmesser ein. Der Stemmpunkt (Hypomochlion), bei Austritt des Kopfes, ist das Jochbein, wobei das Gesicht mehr Raumnutzung unter dem Schambogen hat als der Oberkiefer, der ebenfalls als Stemmpunkt vorkommt. Der Kopf beugt sich, bis über den Damm das Hinterhaupt geboren werden kann. Es erfolgt eine Streckung, das restliche Gesicht wird unter der Symphyse geboren. Beim Dammschutz kann zur Erleichterung der Beugung und Streckung der Ritgen-Hinterdammgriff angewendet werden.

## Komplikationen
Die Geburt verläuft sehr verzögert, häufig kommt es dabei zu Wehenstörungen und zu einem Geburtsstillstand. Beim Versuch der vaginalen Geburtsbeendigung durch Forceps kann es zu Verletzungen der Mutter kommen. Da das Gesicht nicht optimal abdichtet kann es bei Blasensprung zu einem Nabelschnurvorfall kommen. Beim Kind kann es zu Hirnblutungen, Tentoriumsrissen und Sauerstoffmangel kommen.

## Besonderheiten
Die Stirnlage ist sehr selten zu beobachten, vor allem deshalb, weil sich die Stirnlage meist in eine Gesichtslage umwandelt. Eine Spontangeburt ist theoretisch möglich. In der modernen Geburtshilfe aber besteht, aufgrund der hohen Morbiditäts- und Mortalitätsrate des Kindes (etwa 33 %), eine absolute Indikation zum Kaiserschnitt.